# 瓦罐滩遗址
瓦罐滩遗址，位于中国甘肃省武威市凉州区，为一个省级文物保护单位，类型为古遗址。
瓦罐滩遗址的历史年代为新石器时代。